# Palatinato-Birkenfeld-Gelnhausen
Il Palatinato-Birkenfeld-Gelnhausen (Pfalz-Birkenfeld-Gelnhausen) o Contea Palatina di Birkenfeld-Gelnhausen fu uno stato del Sacro Romano Impero dipendente formalmente dal Palatinato di Baviera. Esso si basava essenzialmente sul territorio attorno alla capitale, Gelnhausen, a sud dell'attuale stato tedesco dell'Assia.

## Storia
Il Palatinato-Birkenfeld-Gelnhausen venne derivato dalla divisione del Palatinato-Birkenfeld-Bischweiler nel 1654. Esso si presentava essenzialmente come uno stato mediatizzato con molti diritti ancora di tipo feudale. Nel 1799 i conti palatini di questo stato ottennero il titolo di "Duca in Baviera", per via di alcune lontane relazioni con i Duchi di Baviera. Anche dopo la soppressione dello stato la famiglia continuò a persistere sino ai giorni nostri pur non vantando più diritti sul territorio.

## Conti Palatini di Birkenfeld-Gelnhausen
- Giovanni Carlo (1654 - 1704)
- Federico Bernardo (1704 - 1739)
- Giovanni (1739 - 1780)
- Carlo Giovanni Luigi (1780 - 1789)
- Guglielmo (1789 - 1799)